# Erikskrøniken
Erikskrøniken (svensk: Erikskrönikan) er den ældste overlevende svenske krønike. Den blev skrevet af en ukendt forfatter (eller mindre sandsynligt, flere forfattere) mellem ca. 1320 og 1335.
Det er den ældste i en gruppe af middelalderlige rimede krøniker, der beretter om politiske begivenheder i Sverige. Det er en af Sveriges ældste og vigtigste narrative kilder. Dens forfatterskab og præcise politiske betydning og fordomme debatteres, men det er klart, at krønikens hovedperson og helt er Erik Magnusson af Södermanland, bror til Birger Magnusson af Sverige.
Krøniken er skrevet på knittelvers, og i sin ældste version er den 4543 linjer lang. Krøniken indledes i 1229 med Erik Erikssons (d. 1250) regeringstid, men fokuserer på perioden 1250-1319 og slutter i det år, hvor den tre-årige Magnus Eriksson af Sverige kom på tronen. Krøniken har overlevet i seks håndskrifter fra 1400-tallet og yderligere 14 fra 1500- og 1600-tallet.

## Eksempel
Eksempel fra Erikskrøniken:
| Citat         | Birger jerl, þen wise man. Han loot Stockholms stad at byggia 'med digert with oc mykin hyggia, eþ fagerþ hus ok en goðan stað alla leð swa gjort som han bað. Þet er laas fore þen sio, swa at karela göra þem enga oroo. Þen sio er god, iak sigher for whi: nittan kyrkiosokner liggia þer i ok um kring sion siu köpstäde. | Citat |
| Erikskrönikan | |       |